# Bernardo Ward
Bernardo Ward (Irlanda, ¿?-1776) fue un economista de origen irlandés nacionalizado español, al servicio de Fernando VI.

## Biografía
Poco se sabe sobre él. Según el prólogo "Al lector" de la tercera edición de su Proyecto económico... (1782), poseía numerosas lenguas europeas y había sido instruido en humanidades y otras ciencias en Irlanda. Llegó a España por los años de 1747-1748, junto con otros irlandeses destacados que ocuparon altos puestos en la administración del reino (Ricardo Wall, Alejandro O'Reilly, Enrique Doyle...) lo que invita a pensar que era jacobita y se había exiliado tras la represión de la rebelión jacobita de 1745.
Lo abona el propio Ward cuando escribió en 1753 a Agustín de Ordeñana, hombre de confianza del Marqués de la Ensenada, lo siguiente:
«Aburridos de la opresión que padecen los caballeros que tienen algún patrimonio en Irlanda con las nuevas leyes penales que salen cada día, muchos han tomado la resolución de salir de una vez de esta angustia, vendiendo sus haciendas y transmigrando a algún país católico, donde puedan comprar otra porción de hacienda igual para la manutención de sus descendientes y me han asegurado que, a más de tres o cuatro que yo conozco, hay unos diez caballeros principales que están actualmente en esta idea, habiendo pasado ya algunos de ellos a Francia para buscar tierras en que emplear sus caudales.»
Lo cierto es que el poderoso ministro jacobita irlandés de Fernando VI, Ricardo Wall, lo conoció en Londres y lo protegió en España, donde fue preceptor de los hijos del Marqués de Santa Cruz de Marcenado, entre ellos la futura marquesa de Grimaldi, la muy cultivada María Francisca Navia y Ballet (1726-1786). En 1750 publicó en Valencia su Obra pía, donde ofrece ideas y criterios activos para tratar el tema de la pobreza; la asistencia a los necesitados debe efectuarse, en efecto, por medio del clero, de las loterías y de la caridad pública, pero a cambio de trabajo, de forma que los hospicios tengan algo de factorías que aporten riqueza a la sociedad. Fernando VI, con el propósito de emprender una reforma en ese sentido, le encomendó viajar por Europa para informarse de las mejores formas de organizar hospicios en julio de 1750. Sus viajes terminaron en 1754 y redujo sus apuntes a un Proyecto económico..., manuscrito concluido seis años después, aunque se le dio fecha de 1762, donde proponía ajustar impuestos y derribar diversos obstáculos a la agricultura, la industria y el comercio, lo que dio lugar al llamado proyectismo ilustrado, heredero y renovador del arbitrismo de los Austrias. Sin embargo, quedó inédito hasta que Pedro Rodríguez Campomanes, su entusiasta seguidor, lo publicó en 1779, reimprimiéndose en ese mismo año y en 1782 y 1787; esta obra fue tan influyente que es muy probable que impulsara distintas legislaciones durante el gobierno ilustrado de Carlos III.
Se divide en un "Discurso preliminar" y dos partes, una consagrada a España y otra a América. Pero Ward en realidad plagió, en la segunda parte de su obra, otra inédita de José del Campillo y Cossío, Nuevo sistema de gobierno económico para la América, de lo cual ya Francisco Javier Peñaranda y Castañeda se dio cuenta en el siglo XVIII. Sus ideas, incluso inéditas, causaron profunda impresión y Ward fue nombrado a su regreso a España ministro de la Real Junta de Comercio y Moneda, se le encargó de la superintendencia de la Real Fábrica de Cristales de La Granja, y llegó a ser miembro del Consejo de Castilla y, en 1756, del Tribunal de la Contaduría Mayor.
Ward propone visitar e inspeccionar el reino con comisiones de sujetos inteligentes y activos; la creación de un banco que no pueda quebrar y con intereses bajos del 4% para movilizar el capital inútil. Crear una Junta de mejoras para gobernar este proyecto; construir nuevos y mejores caminos, hacer navegables los ríos y abrir canales para facilitar la creación de un mercado nacional, facilitar el comercio, unir las provincias y lograr que todas se unan con los puertos de mar. Dispersar la industria abandonando el intervencionismo del estado, en vez de concentrarla en industrias localizadas de manufacturas reales. Fundar hospicios activos que destierren la holgazanería y abrir las Indias a los productos de España. Afirma que el mal gobierno de los Austrias, pese a la riqueza de sus dominios, consistió en no saber usar la tierra, los hombres ni el dinero. Hay, pues, que fomentar la agricultura, la industria y el comercio. Para ello es necesario reglamentar de nuevo los derechos de aduanas. No se deben gravar, además, los bienes de primera necesidad, pero sí los de lujo. Además hay que agilizar y reducir el método de recaudación, demasiado burocrático y que puede realizarse con la décima parte del costo y de la gente.

## Obras
- Obra pía y eficaz modo de remediar la miseria de la gente pobre de España, Valencia, 1750
- Proyecto Económico en el que se proponen varias providencias, dirigidas a promover los intereses de España, con los medios y fondos necesarios para su planificación, Madrid, 1762; ed. modernas: con estudio preliminar de J. L. Castellano, Madrid, Instituto de Estudios Fiscales, 1982 y con estudio de Julio Caro Baroja, Madrid, Espasa Calpe, 1986, repr. facs. de la ed. de Madrid, Joachin Ibarra, 1779. Se reimprimió en ese mismo año y en 1782 y 1787.